# Mickaël Stéphan
Mickaël Stéphan (Valence, 17 december 1975) is een Franse voormalig voetballer die bij hoofdzakelijk als middenvelder speelde.

## Carrière
- 1998-2004: ASOA Valence
- 2004-2006: Sannois
- 2006-2011: Angers SCO
- 2011-2013: ASOA Valence